# Маркус Паус
Маркус Паус (на норвежки: Marcus Paus;  ˈmɑ̀rkʉs ˈpæʉs; роден на 14 октомври 1979 г. в Осло, Норвегия) е норвежки композитор. Той е един от най-известните композитори в Скандинавия и е известен със своята насоченост към традицията, тоналността и мелодията. Пише камерна музика, хорови произведения, солови творби, концерти, оркестрови произведения, опери, симфонии и кинематографична музика. Някои от творбите му са вдъхновени от българската музика.

## Произведения
Оркестрови произведения
- The War Cross (Krigskorset) (2023), написано за Въоръжените сили на Норвегия
- Tuba Mirum (2021), написано за Филхармоничния оркестър на Осло и за тубиста Аугуст Шилдроп
- Decameron: Concerto Rifugio (2020)
- Love's Last Rites (2017)
- Concerto for Timpani and Orchestra (2015), написано за Филхармоничния оркестър на Берген
- Hate Songs for Mezzo-soprano & Orchestra (2013–14), текст: Дороти Паркър
- Music for Orchestra (2012)
- A Portrait of Zhou (Concertino for Flute & Orchestra) (2012)
- Triple Concerto for Violin, Viola & Orchestra (2011)
- Two Lyrical Pieces (2007)
- Ave Mozart! (2006)

Хорови произведения
- Litanies (2021), текст: Зигфрид Сасун
- No Search, No Rescue (2017), текст: палестинския поет Йехан Бсейсо
- The Day of Wrath Shall Come (2017), текст: Тома от Челано
- Free is the Land (2016), текст: Оле Паус
- The Beauty That Still Remains (2015), либрето от самия кочпозитор по дневника на Ане Франк Задната къща
- Dies Irae (2014), текст: Хайди Кьон
- And Now Abide (2012)
- The Stolen Child (2009), текст: Уилям Бътлър Йейтс
- Missa Concertante (2008)
- O magnum mysterium (2007)
- The Dome & the River (2006)

Опери и сценични произведения
- Children of Ginko / Frøbarna (2017–18), камерна опера в едно действие, либрето от Ода Фискум
- Hate Songs for Mezzo-soprano & Orchestra (2013–14), текст: Дороти Паркър[2]
- Spelet om Christian Frederik (2014)
- Eli Sjursdotter (2013–14), либрето на Ола Йонсмьон
- The Teacher Who Was Not To Be (Læreren som ikke ble) (2013), либрето на Олав Антон Томесен
- The Ash-Lad – Pål's Story (Askeladden – Påls versjon) (2010–11), либрето на Оле Паус, основано на норвежката вълшебна приказка за Аскеладен
- The Wild Choir (2009), текст:  Кнут Хамсун[3]
- The Witches (Heksene) (2007–08), либрето на Оле Паус, основано на едноименния роман на Роалд Дал

Камерни творби
- Two Eldritch Songs for Voice (Tenor) & Piano (2021)
- Fragments from Sappho (2020)
- Sonata for Violin & Piano  (2020)
- Songs from Shiraz (2020)
- The Song and the Catastrophe (2018), текст: Улрик Фарестад
- Confessions (2018), текст: Андре Бьерке
- Never (2017), текст: Андре Бьерке
- Everyday Miracle (2017), текст: Андре Бьерке
- Room Mates (2017), текст: Улрик Фарестад
- Late Summer Songs (2017), текст: Ян Ерик Фолд
- The Yearning of Things (2017), текст: Андре Бьерке
- Love Songs (2016), текст: Дороти Паркър
- Music to Hear (Sonnet VIII) (2016), текст: Уилям Шекспир
- Sonata for Double Bass and Piano (2016)
- The Harvesting (2016), текст: Едвард Мунк
- Afterplay: Eternity's Gaze (2015), текст: Оле Паус
- Fanfare for Two Violins (2015)
- Requiem (2014), текст: Оле Паус
- Screwing Britten (2013)
- String Quartet no. 4 ‘Ashes’ (2013)
- Sonata for Cello & Piano (2009)
- String Quartet no.3 (2006)
- Trio for Clarinet, Violin & Piano (2006)
- Lasuliansko Horo for Violin & Piano (2004)

Солови произведения
- Slava Ukraini! (2022; композирано по време на Руското нападение над Украйна)
- Good Vibes in Bad Times (2020)
- Decameron: Concerto Rifugio (2020)
- Intimations (2020)
- Cabin Fever (2020)
- The Waters of Vinje (Souvenir d'un Voyage) (2019)
- Intrada for Solo Oboe (2018)
- Kleiberg Variations for Solo Piano (2018)
- Mathias' Song for Solo Piano (2018)
- Sarabande for Solo Clavichord (2018)
- Stetind (2018)
- Alone for Solo Cello (2017)
- September Lines for Solo Clarinet (2017)
- Sonata for Solo Clarinet (2017)
- Christiania, 1899 for Solo Piano (2016)
- Elegy for Solo Alto Recorder (or Oboe) (2016)
- Hauntings for Solo Flute (2016)
- Marble Songs (2016)
- Prowling (2016)
- Sonata for Solo Bassoon (2016)
- Three Lines (2016)
- Two Idylls (2016)
- Two Pieces for Solo Harpsichord (2016)
- A Prologue to the Past (2015)
- Inventory (2015), текст: Дороти Паркър
- Summer Sketches (2015)
- Theory (2015), текст: Дороти Паркър
- A Farther Front (2014)
- Sur le nom de Bach (2014)
- Vita (2014)
- Three Shades of Evil (2013)
- Trauermusik for Solo Cello (2012)
- 4 Memento Mori for Solo Piano (2012)
- The Ladies on the Bridge for Solo Violin (2010)

Филмова музика
- Rex Barbaricum (документален сериал)
- Mortal (2020) на режисьора Андре Евредал
- UMEÅ4ever (2011) на режисьора Геир Грени
- Upperdog (2009) на режисьора Сара Йонсен